# Tidsskrift for Professionsstudier
Tidsskrift for Professionsstudier (TfP) er et dansk videnskabeligt tidsskrift.
Det udgiver fagfællebedømte artikler og henvender sig til undervisere og forskere fra både professionshøjskoler og universiteter.
Tidsskriftet udkom første gang i 2005 under titlen Gjallerhorn. 
Det udkommer med to numre årligt med omkring 20 fagfællebedømte forskningsartikler per år.
Tidsskriftet er gratis tilgængelig fra tidsskrift.dk-platformen.
Martin Blok Johansen er ansvarshavende redaktør.
Tidsskriftets artikler er hovedsagligt på dansk, men engelsk-sprogede artiklers ses også.

## Reference
1. ↑  "Om tidsskriftet".
2. ↑  "Tidsskrift for Professionsstudier".
3. ↑  "Redaktionsgruppe".
4. ↑  Eksempler: 
  - Catarina Player-Koro (29. august 2016), "The contemporary faith in educational technology – a critical perspective", Tidsskrift for Professionsstudier, 12 (23): 98-106, doi:10.7146/TFP.V12I23.96735, Wikidata  Q121545511 
  - Sally Thorhauge (25. september 2017, 29. marts 2016), "Interface learning: New goals for museum and upper secondary school collaboration", Tidsskrift for Professionsstudier, 12 (22): 108-110, doi:10.7146/TFP.V12I22.96794 {{citation}}: Tjek datoværdier i: |date= (hjælp), Wikidata  Q112036436